# Комп'ютерна пам'ять
Комп'ю́терна па́м'ять (англ. memory, storage) — функціональна частина комп'ютера, фізичний пристрій або середовище для зберігання даних протягом певного часу. В основі роботи запам'ятовувальних пристроїв може лежати будь-який фізичний ефект, що забезпечує приведення системи до двох або кількох стійких станів. У сучасних комп'ютерах часто використовуються фізичні властивості напівпровідників, коли проходження струму через напівпровідник або його відсутність трактується як наявність логічних сигналів 0 або 1. Стійкі стани, що визначаються напрямком намагніченості, дозволяють використовувати для зберігання даних різноманітні магнітні матеріали. Наявність або відсутність заряду в конденсаторі також може бути покладена в основу системи зберігання інформації.
Оперативна пам'ять вирізняється високою швидкодією (у 21-му столітті — сотні мегагерц) і низьким часом доступу (наносекунди), і призначена для оперативного зберігання даних у процесі роботи комп'ютерних програм. Типовими прикладами довготривалої пам'яті є тверді диски (вінчестери), дискети (гнучкі магнітні диски), CD або DVD диски, а також пристрої флеш-пам'яті.

## Призначення та короткий огляд
Комп'ютерна пам'ять забезпечує підтримку однієї з найважливіших функцій сучасного комп'ютера — здатність тривалого зберігання інформації. Центральний процесор і пристрій, що запам'ятовує, є ключовими ланками так званої архітектури фон Неймана — принципу, закладеного в основу більшості сучасних комп'ютерів загального призначення.
Перші комп'ютери використовували пристрої, що запам'ятовують, виключно для зберігання оброблюваних даних. Їхні програми реалізовувалися на апаратному рівні у вигляді жорстких заданих виконуваних послідовностей. Будь-яке перепрограмування вимагало величезного обсягу ручної роботи з підготовки нової документації, перекомутації, перебудови блоків і пристроїв тощо. Використання архітектури фон Неймана, що передбачає зберігання комп'ютерних програм і даних в загальній пам'яті, корінним чином змінило ситуацію.
Система зберігання інформації в сучасному цифровому комп'ютері заснована на двійковій системі числення. Числа, текстова інформація, зображення, звук, відео та інші форми даних представляються у вигляді послідовностей бітових рядків або бінарних чисел, кожне з яких складається зі значень 0 і 1. Це дозволяє комп'ютеру легко маніпулювати ними за умови достатньої ємності системи зберігання. Наприклад, для зберігання невеликої розповіді досить мати пристрій пам'яті загальним обсягом всього лише близько 8 мільйонів бітів (приблизно 1 Мегабайт).
Дотепер створено безліч різноманітних пристроїв, призначених для зберігання даних (носії даних), багато з яких засновано на використанні різноманітних фізичних ефектів. Універсального рішення не існує, кожне має ті або інші недоліки. Тому комп'ютерні системи зазвичай мають кілька видів систем зберігання, основні властивості яких зумовлюють їх використання і призначення.

## Класифікація
Залежно від призначення й особливостей реалізації пристроїв комп'ютерної пам'яті по-різному підходять і до питань їхньої класифікації.
Так, при розгляді віддаленості і доступності пам'яті для центрального процесорного пристрою розрізняють первинну (Оперативна пам'ять), вторинну і третинну пам'ять.
Здатність або нездатність до зберігання даних в умовах відключення зовнішніх джерел живлення визначають енергонезалежність або енергозалежність пристроїв зберігання даних.
Особливості механізмів читання-запису відрізняють пристрої пам'яті тільки для зчитування (абр. ПЗП, англ. ROM), доступні для разового запису і безлічі прочитувань (WORM) або придатні для повноцінного виконання операцій зчитування-запису. Порядок вибірки визначає пам'ять довільного або послідовного доступу з блоковою або файловою адресацією.
Втім, досить часто до питання класифікації підходять простіше, наприклад, розрізняючи пристрої залежно від використовуваного типу носія — напівпровідникова пам'ять, оптична пам'ять, магнітооптична пам'ять, магнітна пам'ять і таке інше.
Різні типи пам'яті мають різні переваги, тому в більшості сучасних комп'ютерів використовуються відразу декілька типів пристроїв зберігання даних.

### Первинна чи вторинна?
Первинна пам'ять характеризується найбільшою швидкістю доступу. Центральний процесор має прямий доступ до пристроїв первинної пам'яті; іноді вони навіть розміщуються на одному і тому ж кристалі.
У традиційній інтерпретації первинна пам'ять містить активно використовувані дані (наприклад, програми, що працюють в даний час, а також дані, що обробляються в даний час). Зазвичай буває високошвидкісна, відносно невелика, енергозалежна (не завжди). Іноді її називають основною пам'яттю.
Вторинна пам'ять також називається периферійною. У ній зазвичай зберігається інформація, яка не використовується в даний час. Доступ до такої пам'яті відбувається повільніше, проте обсяги такої пам'яті можуть бути в сотні і тисячі разів більшими. В більшості випадків ця пам'ять енергонезалежна.
Проте таке розділення не завжди можливе. Як основна пам'ять може використовуватися диск з довільним доступом. А вторинною пам'яттю іноді називають ту, яку можна відключити від комп'ютера, наприклад стрічкові накопичувачі.

### Енергозалежність
Див. також: Енергозалежна пам'ять, енергонезалежна пам'ять
Енергозалежна пам'ять втрачає свій вміст після відімкнення живлення.
Незалежна пам'ять може довго зберігати вміст після відімкнення джерела струму, як правило, понад десятків років.

### Довільний або послідовний доступ?
ЗП з довільним доступом відрізняються можливістю передати будь-які дані у будь-який час. Оперативна пам'ять комп'ютера (ОЗП) і вінчестер — приклади такої пам'яті.
ЗП з послідовним доступом, навпаки, можуть передавати дані тільки в певній послідовності. Стрічкова пам'ять і деякі типи флеш-пам'яті мають такий тип доступу.

### Блоковий чи файловий доступ?
На вінчестері, використовуються 2 типи доступу. Блоковий доступ припускає, що вся пам'ять розділена на блоки однакових розмірів з довільним доступом. Файловий доступ використовує абстракцію — теки з файлами, в яких зберігаються дані. Інший спосіб адресації — асоціативна адресація — використовує алгоритм хешування для визначення адреси.

## Типи запам'ятовувальних пристроїв
Станом на 2011 рік, найбільш використовуваною технологією зберігання даних є напівпровідники, магнітні стрічки та оптичні, в той час як папір все ще залишається в обмеженому використанні. Медіа — це загальна назва для того, що насправді зберігається в пристрої. Деякі інші фундаментальні технології зберігання також використовувалися в минулому або потребують розвитку.

### Напівпровідниковий

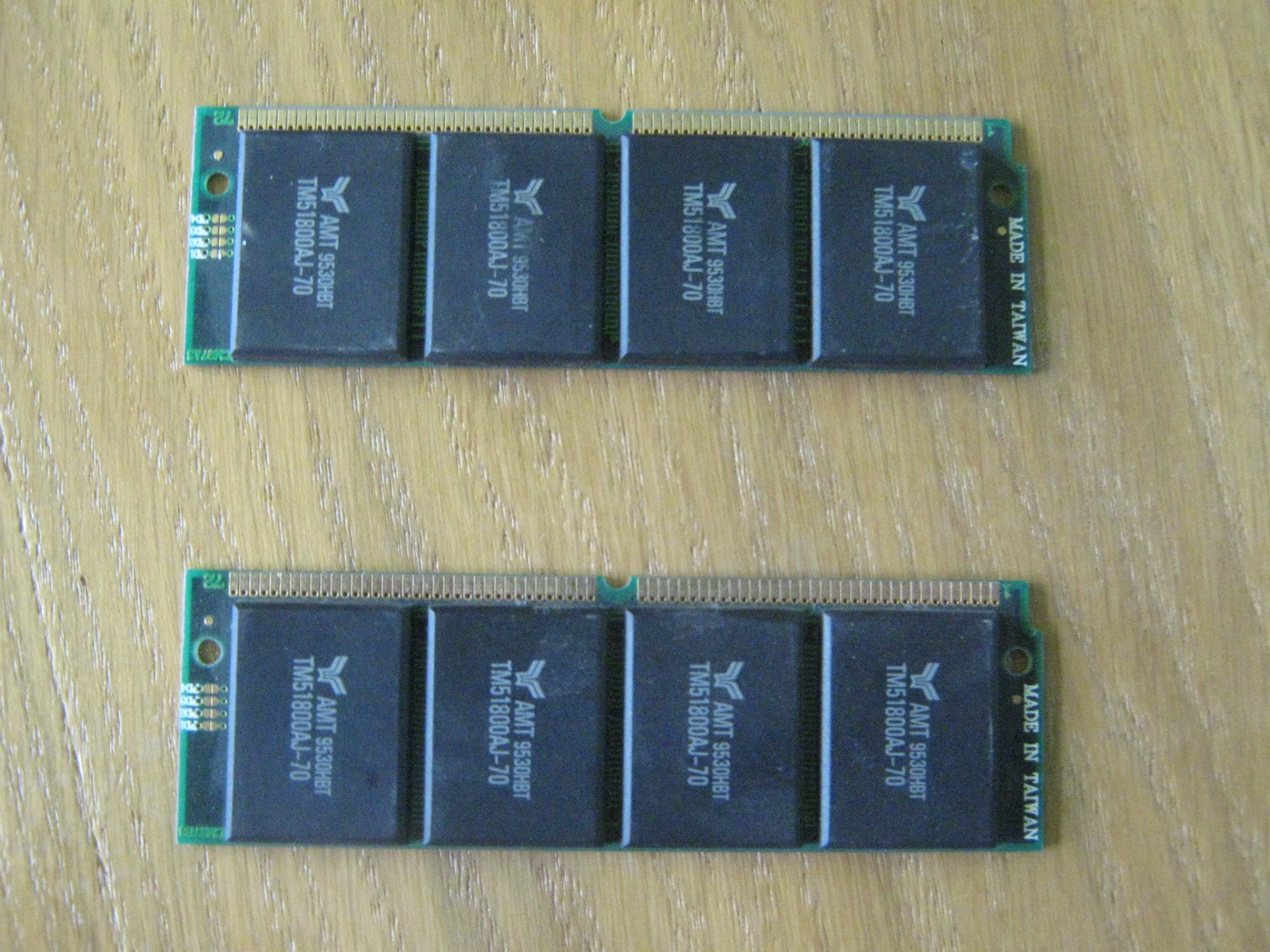
Плата напівпровідникової пам'яті

Напівпровідниковий запам'ятовувальний пристрій використовує напівпровідникові мікросхеми для зберігання інформації. Такий пристрій може містити мільйони крихітних транзисторів або конденсаторів.
Існують енергозалежні і енергонезалежні форми напівпровідникової пам'яті. У сучасних комп'ютерах первинне зберігання майже виключно складається з динамічної енергозалежної напівпровідникової пам'яті або динамічної пам'яті з довільним доступом. З початку століття тип енергонезалежної напівпровідникової пам'яті, відомої як флеш-пам'ять, стабільно збільшила свою частку на ринку офлайн-сховищ для домашніх комп'ютерів. Незалежний напівпровідниковий запам'ятовувальний пристрій також використовується для вторинного зберігання в різних сучасних електронних пристроях і спеціалізованих комп'ютерах.

#### Історичний огляд
Уже у 2006 році деякі виробники ноутбуків і настільних комп'ютерів почали використовувати твердотільні флеш-накопичувачі (SSD) в конфігурації за замовчуванням для вторинного зберігання або в додаток чи замість більш традиційних HDD.
Станом на середину 2021 року практично усі сучасні комп'ютери (не кажучи вже про портативні пристрої — ноутбуки, смартфони, планшети) оснащені SSD-накопичувачами навіть в ультрабюджетних моделях (загалом, через зменшене енергоспоживання, кращу стійкість до вібрацій та механічних впливів та відносну надійність SSD).

### Магнітний

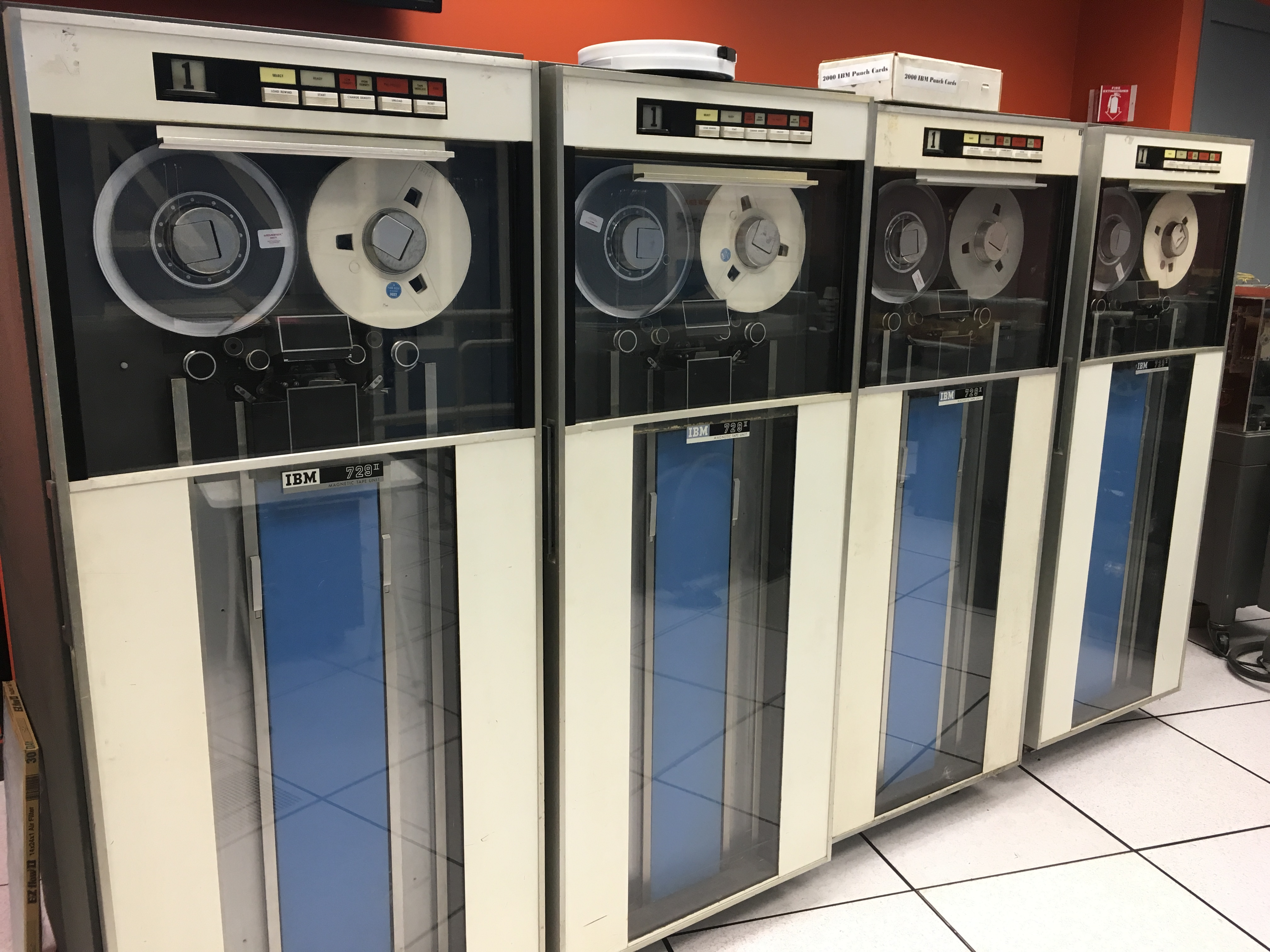
Комп'ютери із магнітними стрічками

Магнітний запис використовує різні моделі намагніченості на поверхні магнітного покриття для зберігання інформації. Магнітне зберігання є енергонезалежним. Інформація доступна за допомогою однієї або більше головки читання/запису, які можуть містити один або більше записувальних перетворювачів. Головка читання/запису покриває тільки частину поверхні таким чином, що голова, або носій, або обидва повинні бути зміщені по відношенню до іншого, щоб отримати доступ до даних. У сучасних комп'ютерах, магнітна пам'ять буде приймати такі форми:
- Магнітний диск
  - Дискета, використовувана для зберігання в автономному режимі
  - Жорсткий диск, який використовується для вторинного зберігання
- Накопичувачі на магнітній стрічці, використовуваний для третинної пам'яті й офлайн-зберігання (архівації)
- Carousel пам'яті (магнітні валки)

У ранніх комп'ютерах, накопичувач на магнітних також використовується для:
- Первинного зберігання у вигляді магнітної пам'яті або оперативної пам'яті, пам'яті ядра, тонкоплівкової пам'яті і/або твісторної пам'яті[en].
- Третинного (наприклад, NCR CRAM) або від зберігання лінія у вигляді магнітних карт.
- Магнітна стрічка часто використовувалася для вторинного зберігання.

### Оптичний

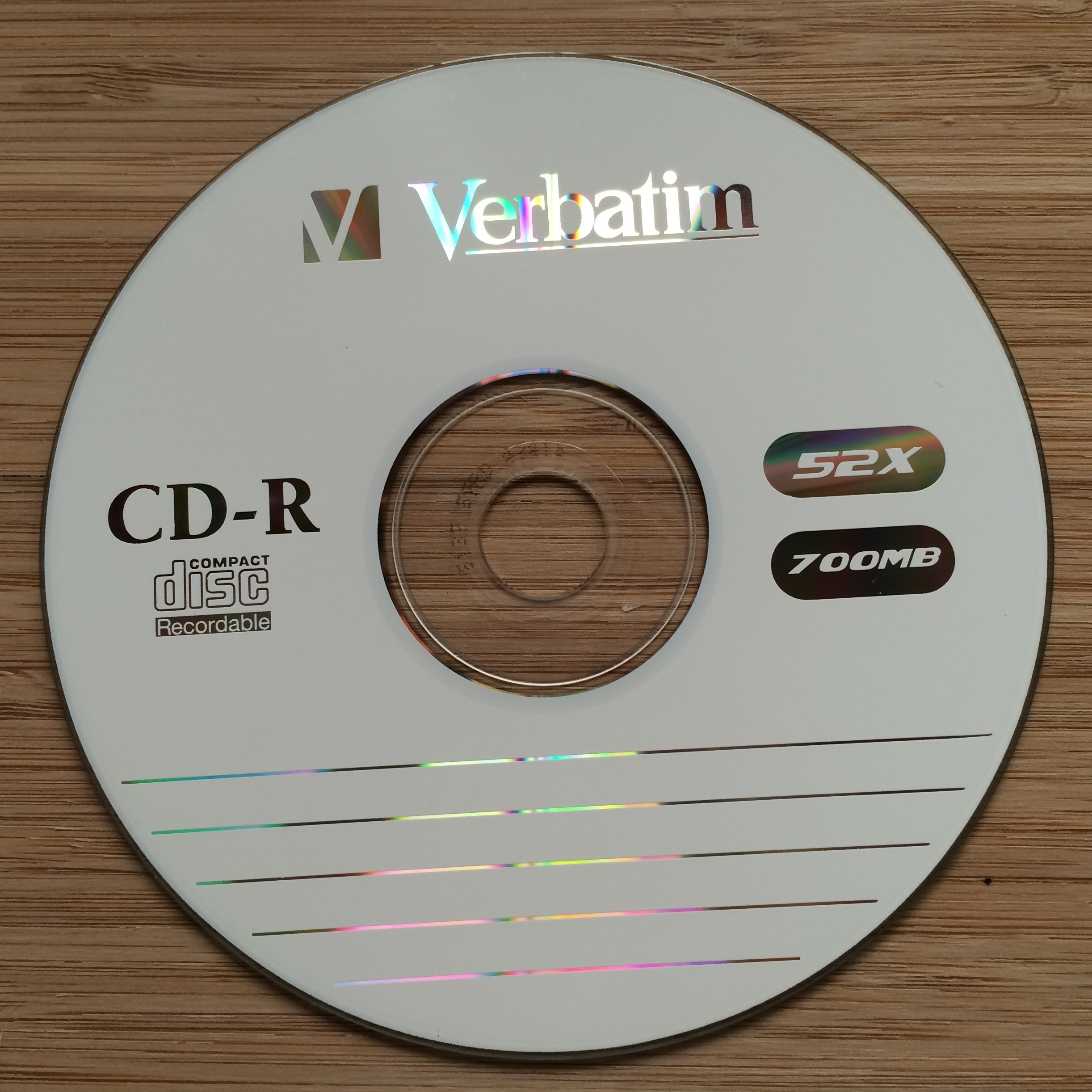
Приклад оптичного носія (CD диск)

Оптичний запам'ятовувальний пристрій, наприклад, типовий оптичний диск, зберігає інформацію в деформаціях на поверхні круглого диска і зчитує цю інформацію шляхом висвітлення поверхні з лазерним діодом і спостерігаючи віддзеркалення. Зберігання оптичних дисків є енергонезалежним. Деформації можуть бути постійними (тільки для зчитування інформації), формуються один раз (для одноразового запису носія) або з багатошаровим покриттям (для багаторазового перезапису носіїв). Наразі в загальному користуванні є такі види дисків:
- CD, CD-ROM, DVD, BD-ROM: Тільки для читання інформації. Використовується для зберігання цифрової інформації (музика, відео, комп'ютерні програми)
- CD-R, DVD-R, DVD+R, BD-R: Носії з одноразовим записом, використовується для третинного й офлайн-зберігання
- CD-RW, DVD-RW, DVD+RW, DVD-RAM, BD-RE: Повільне записування, швидке зчитування інформації, використовується для третинного і офлайн-зберігання
- Ultra Density Optical або UDO аналогічний за розміром до BD-R або BD-RE. Повільне записування, швидке зчитування інформації, використовується для третинного і офлайн-зберігання

Магнітооптичний диск — це оптичний диск для зберігання, де магнітна область на феромагнітній поверхні зберігає інформацію. Інформація зчитується оптично і записуються шляхом комбінування магнітних і оптичних методів зберігання. Магнітооптичний диск є енергонезалежним носієм із послідовним доступом, повільним записом та швидким зчитуванням. Використовується для третинного і офлайн-зберігання.
Також було запропоновано зберігання оптичних даних у просторі (технологія оптичного 3D-запису).

### Папір

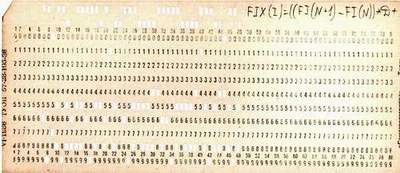
Перфокарта — носій інформації з тонкого картону

Зберігання даних на папері, як правило, у вигляді паперової стрічки або перфокарт вже давно використовується для зберігання інформації для автоматичної обробки, зокрема, до появи комп'ютерів загального призначення. Інформація записувалася шляхом пробивання отворів в папері або картоні і зчитувалася механічно (або пізніше оптично), щоб визначити, чи є конкретне місце на носії з отвором або без нього. Деякі технології дозволяють людям робити позначки на папері, які легко зчитуються машиною. Штрих-коди зробили можливим для будь-якого об'єкта, який повинен був бути проданий або транспортований, мати деяку зчитувану машиною інформацію яку не можуть прочитати інші.

### Інші пристрої пам'яті

#### Пам'ять на основі електронно-променевої трубки
У ранніх комп'ютерах використовувались трубки Вільямса — спеціальний різновид електронно-променевої трубки, а також лампи типу Selectron. Ці пристрої не довго протрималися на ринку, оскільки трубки Вільямса були ненадійними, а лампи Selectron — надто дорогими.

#### Електро-акустична пам'ять
Пам'ять на лініях затримки використовувала звукові хвилі в речовинах, таких як ртуть для зберігання інформації. Пам'ять на лініях затримки була динамічно мінливою, із послідовним циклом читання / запису. Використовувалася для первинного зберігання.

#### Оптична стрічка
Є середовищем для оптичного зберігання, як правило, складається з довгої і вузької смуги пластика, на якому інформація може бути записана або зчитана. Він розділяє деякі технології з кіноплівки і оптичних дисків, але не сумісний ні з одним. Мотивацією розробки цієї технології була можливість набагато більших потужностей для зберігання, ніж на будь-який магнітній стрічці або оптичному диску.

#### Пам'ять зі зміною фази
Використовує різні механічні фази матеріалу зі змінними фазами для зберігання інформації в адресованій матриці X-Y, і зчитує інформацію, спостерігаючи зміни електричного опору матеріалу. Пам'ять зі зміною фази є незалежною, з довільним доступом читання для зберігання / запису, і може бути використана для первинного, вторинного і офлайн зберігання. Більшість багатозчитуваних дисків, та дисків одиничного запису вже використовують зміни фази матеріалу для зберігання інформації.

#### Голографічна пам'ять
Зберігає інформацію оптично всередині кристалів або фотополімерів. Голографічні зберігання можуть використовувати весь обсяг носія інформації, на відміну від оптичного диску, який обмежений невеликою кількістю поверхневих шарів. Голографічне зберігання є незалежним, із послідовним доступом, і одноразовим записом або багаторазовим читанням / записом для зберігання даних. Це може бути використано для вторинного і офф-лайн зберігання. Див Голографічний Versatile Disc (HVD).

#### Молекулярна пам'ять
Зберігає інформацію в полімер, який може зберігати електричний заряд. Молекулярний обсяг пам'яті може особливо підходити для первинного зберігання. Теоретична ємність накопичувача молекулярної пам'яті становить 10 терабіт на квадратний дюйм.[джерело?]

## Види накопичувачів
- Кеш пам'ять
- Оперативна пам'ять
- Напівпостійна пам'ять
- Постійна пам'ять
- Зовнішня пам'ять

- Напівпровідникова:
  - EPROM
  - флеш-пам'ять
  - NVRAM
  - RAM ОЗП ЗППВ — пристрій оперативної пам'яті
  - ROM — пристрій постійної пам'яті
  - VRAM
  - WRAM
  - FRAM
- Пам'ять на лініях затримки
- Магнітний барабан
- Пам'ять на магнітних сердечниках
- Core rope memory
- Магнітна стрічка
- Дискова пам'ять:
  - НГМД
  - Твердий диск вінчестер
- Магнітооптична
- Оптична:
  - CD-R
  - CD-ROM
  - CD-RW
  - DVD-RAM
  - DVD-ROM
  - DVD-R
  - DVD+R
  - DVD-RW
- Голографічна пам'ять
- Пам'ять на ЦМД — ЦМД-ЗП
- Твердий диск
- Memory stick
- mylar tape
- Перфострічка
- Перфокарта
- Smartdisk
- Thin film memory
- Селектронова трубка (пристрій пам'яті на електростатичній трубці)
- Трубка Вільямса, пристрій пам'яті ЕПТ

## Споріднені технології
Основні статті: дзеркалювання диска і RAID
Див. також: реплікація носія
У той час як несправність групи бітів може бути усунена шляхом виявлення і корекції помилок механізмів, несправність пристрою зберігання даних вимагає інших рішень. Наступні рішення зазвичай використовуються для більшості пристроїв зберігання:
- Дзеркальне копіювання пристроїв (реплікація). Звичайне рішення проблеми: постійно зберігати ідентичну копію вмісту пристрою на іншому носії (зазвичай з одного і того ж типу). Недоліком є те, що це подвійне зберігання, і обидва пристрої (копії) повинні бути записані одночасно з деякими витратами і, можливо, затримками. Перевагою є можливість одночасного зчитування однієї групи даних двома незалежними процесами, що підвищує продуктивність. Коли на одному з реплікованих пристроїв виявляється дефект, інша копія все ще діє і використовується для створення нової копії на іншому пристрої.
- Масив незалежних дисків (RAID). Цей метод узагальнює дзеркалювання пристроїв, відображене вище, дозволяючи одному пристрою в групі з N пристроїв допустити помилку і відновити вміст, замінивши його (дзеркалювання — це RAID, де N = 2). RAID-групи, де N = 5 або N = 6 є звичайними. N> 2 зберігає місце, у порівнянні з N = 2, за рахунок додаткової обробки як під час звичайної роботи (часто зі зниженою продуктивністю) і заміни дефектного пристрою.

Дзеркалювання пристроїв і типові RAID призначені для обробки одиничної відмови пристрою в RAID-групі пристроїв. Однак, якщо друга невдача відбувається до того, як група RAID повністю відновлена з першої відмови, то дані можуть бути втрачені. Імовірність відмови одного пристрою, як правило, невелика. Таким чином, ймовірність двох невдач в тій же RAID групі водночас значно менше (приблизно ймовірність в квадраті, тобто, помножена на себе). Якщо база даних не може терпіти навіть таку меншу ймовірність втрати даних, то сама група RAID тиражується (дзеркалюється). У багатьох випадках таке дзеркальне відображення реалізується географічно віддалено, в іншому масиві зберігання, для обробки і відновлення після стихійних лих.

### Підключення до мережі
Вторинний або третинний носій може бути підключеним до комп'ютера за допомогою комп'ютерних мереж. Ця концепція не відноситься до основної системи зберігання, розділеної, меншою мірою, між декількома процесорами.
- Direct-attached storage[en] (DAS) є традиційним для зберігання накопичувача, який не використовує будь-якої мережі. Це досі найпопулярніший підхід. Цей ретронім був розроблений разом з NAS і SAN.
- Network-attached storage (NAS) є запам'ятовуючий пристрій, підключений до комп'ютера, за допомогою якого інший комп'ютер може отримати доступ до файлів локальною мережею, приватною глобальною мережею або в разі онлайн-зберігання файлів через Інтернет. NAS зазвичай асоціюється з NFS і протоколами CIFS / SMB.
- Мережа зберігання даних (англ. Storage area network, SAN) є спеціалізованою мережею, яка надається іншим комп'ютерам зі своєю пам'яттю. Архітектурне рішення для підключення до серверів зовнішніх пристроїв зберігання інформації, таких як дискові масиви, стрічкові бібліотеки, оптичні накопичувачі. Реалізується таким чином, щоб Операційна система розпізнала підключені ресурси як локальні. SAN зазвичай асоціюється з мережами Fibre Channel.

### Роботизоване зберігання
Великі кількості окремих магнітних стрічок, оптичних або магнітооптичних дисків можуть зберігатися в роботизованих теоретичних запам'ятовуючих пристроях. В ділянці зберігання на магнітній стрічці вони відомі як стрічкові бібліотеки, така ж система і в оптичних музичних автоматах за аналогією. Найменші форми або технології цього типу містять тільки один диск та автозавантажувачабо чейнджер.
Роботизований пристрій зберігання даних може мати кілька слотів, кожен із яких містить окремі дані і, як правило, один або кілька збиральних роботів, які під'єднують вбудовані диски та завантажують з них інформацію. Розташування слотів і збирання пристроїв впливає на продуктивність. Важливими характеристиками такого зберігання є можливі варіанти розширення: додавання слотів, модулів, приводів, роботів. Стрічкові бібліотеки можуть мати від 10 до більше ніж 100 000 слотів і забезпечують терабайт або петабайт інформації. Оптичні музичні автомати мають дещо менші рішення, до 1000 слотів.
Роботизована пам'ять використовується для зберігання резервних копій і для архівів з високою пропускною здатністю в графічних, медичних та відеоіндустрії. Ієрархічне управління носіями є найбільш відомою стратегією архівування. Великі невикористовувані файли автоматично мігрують з швидкого зберігання на жорсткому диску до бібліотеки або музичного автомата. Якщо файли потрібні — вони витягуються назад на диск.